# Elachista latipenella
Elachista latipenella is een vlinder uit de familie grasmineermotten (Elachistidae). De wetenschappelijke naam is voor het eerst geldig gepubliceerd in 1991 door Sinev & Budashkin.
De soort komt voor in Europa.